# Popielica
Popielica (Glis) – rodzaj ssaków z podrodziny popielic (Glirinae) w obrębie rodziny popielicowatych (Gliridae).

## Rozmieszczenie geograficzne
Rodzaj obejmuje gatunki występujące w Europie i południowo-zachodniej Azji.

## Charakterystyka
Długość ciała (bez ogona) 131–185 mm, długość ogona 100–175 mm; masa ciała 79–228 g.

## Systematyka
Rodzaj zdefiniował w 1762 roku francuski przyrodnik Mathurin Jacques Brisson w publikacji swojego autorstwa o tytule Regnum animale in classes IX. distributum, sive, Synopsis methodica. W oryginalnym opisie Brisson nie wymienił żadnego gatunku gatunek typowy Brisson; w ramach późniejszego oznaczenia w 1998 roku Międzynarodowa Komisja Nomenklatury Zoologicznej na typ nomenklatoryczny wyznaczyła popielicę szarą (G. glis).

### Etymologia
- Glis: łac. glis, glisris ‘popielica’[14].
- Rattus: łac. rattus ‘szczur’[15]. Gatunek typowy (oznaczenie monotypowe): Rattus somnolentus E.A.W. Zimmermann, 1777 (= Sciurus glis Linnaeus, 1766).
- Myoxus (Myorus): gr. μυοξος muoxos ‘popielica’[16]. Gatunek typowy: Zimmermann wymienił kilka gatunków – Myoxus chrysurus E.A.W. Zimmermann, 1780, Sciurus glis Linnaeus, 1766, Myoxus muscardinus von Schreber, 1782 (= Mus avellanarius Linnaeus, 1758) i Myoxus nitela von Schreber, 1782 (= Mus quercinus Linnaeus, 1766) – z których gatunkiem typowym jest Sciurus glis Linnaeus, 1766.
- Elius: gr. ελειος eleios ‘gatunek popielicy’[17]. Gatunek typowy: Schulze wymienił dwa gatunki – Sciurus glis Linnaeus, 1766 i Myoxus dryas von Schreber, 1782 (= Mus nitedula Pallas, 1778) – nie wskazując typu nomenklatorycznego.

### Podział systematyczny
Do rodzaju należą następujące gatunki:
| Grafika | Gatunek       | Autor i rok opisu | Nazwa zwyczajowa | Podgatunki         | Rozmieszczenie geograficzne | Podstawowe wymiary                            | Status IUCN |
| ------- | ------------- | ----------------- | ---------------- | ------------------ | --- | --------------------------------------------- | ----------- |
|         | Glis glis     | (Linnaeus, 1766)  | popielica szara  | gatunek monotypowy | Europa, od północnej Hiszpanii na wschód do środkowego biegu rzeki Wołga (Rosja) i Kaukazu; introdukowany w Wielkiej Brytanii; zakres wysokości: 0–2000 m n.p.m. | DC: 13,1–18,5 cm DO: 10–17,5 cm MC: 79–228 g  | LC          |
|         | Glis persicus | (Erxleben, 1777)  |                  | gatunek monotypowy | południowo-wschodni Azerbejdżan (na południe od rzek Kura i Araks) i Iran (na wschód do wschodniego Golestanu); zapisy z Turkmenistanu                           | DC: 14,8–25 cm DO: 11,5–20 cm MC: brak danych | NE          |

Kategorie IUCN:  LC  – gatunek najmniejszej troski;  NE  – gatunki niepoddane jeszcze ocenie.
Opisano również gatunki wymarłe:
- Glis apertus Mayr, 1979[22] (Austria; miocen)
- Glis galitopouli Van der Meulen & de Bruijn, 1982[23] (Grecja; miocen)
- Glis guerbuezi Ünay-Bayraktar, 1989[24] (Turcja; oligocen)
- Glis hofmanni Kormos, 1940[25] (Węgry)
- Glis major De Bruijn & Rümke, 1974[26] (Włochy; miocen)
- Glis mihevci Aguilar & Michaux, 2011[27] (Słowenia; plejstocen)
- Glis minor Kowalski, 1956[28] (Polska; plejstocen)
- Glis perkoi Aguilar & Michaux, 2011[29] (Słowenia; plejstocen)
- Glis sackdillingensis F. Heller, 1930[30] (Niemcy; plejstocen)
- Glis suessenbornensis (Soergel, 1919)[31] (Niemcy)
- Glis transversus Ünay-Bayraktar, 1994[32] (Turcja; miocen)
- Glis vallesiensis Agustí Ballester, 1981[33] (Hiszpania; neogen)
- Glis zitteli (Hofman, 1893)[34] (Austria).